# مقاطعة داديلدهورا
مقاطعة داديلدهورا هي مدينة من مدن نيبال. يبلغ عدد سكانها 142,094 نسمة وذلك حسب إحصائيات سنة 2011. تبلغ مساحتها 1538 كم².